# Розенцвейг, Саул
Сау́л Розенцве́йг (англ. Saul Rosenzweig; 7 февраля 1907, Бостон — 9 августа 2004, Сент-Луис) — американский психолог и психотерапевт. Специалист по проблемам личности, психодиагностике, шизофрении. Автор теории фрустрации, на основе которой им был разработан «тест рисуночной фрустрации Розенцвейга» (1945).

## Биография
Родился в Бостоне 7 февраля 1907 года. Его дед, синагогальный кантор, эмигрировал из России в 1890 году с сыном Давидом, который впоследствии стал ювелиром и часовщиком. Мать, Этта Тател, была занята в ипотеке. У Саула была сестра Рут и брат Меер, утонувший в девятнадцатилетнем возрасте. В возрасте тринадцати лет в результате несчастного  случая Саул перестал видеть левым глазом. Закончив Гарвардский колледж в 1932 году, работал в Ворчестерской городской больнице и Университете Кларка, после чего стал главным психологом в Западном Государственном Психиатрическом Институте. Розенцвейг преподавал в Университете Вашингтона в Сент-Луисе с 1948 года до 1975, после вышел на пенсию. Саул Розенцвейг умер 9 августа 2004 года в возрасте 97 лет.

## Научная работа
Психолог стал известным после публикации ряда научных работ, где им обсуждались общие факторы психотерапии. Он говорил о том, что все модели терапии должны быть одинаково удачными, благодаря компетентности терапевта и использованию общих факторов, которые помогают пациентам. Его предположение получило название «Вердикт птицы Додо» или «Гипотеза птицы Додо». Додо — персонаж из книги Льюиса Кэррола «Алиса в стране чудес», в которой птица Додо организовала соревнование в беге по кругу, где каждый участник начинал и прекращал бегать, когда ему вздумается. После того, как соревнование закончилось, птица Додо сказала: «Победил каждый, и все должны получить призы!»

### Исследования агрессии и фрустрации
Больше всего психолога прославили его исследования агрессии, которые привели к созданию «Теста рисуночной фрустрации Розенцвейга», который выявляет скрытую враждебность человека. Тест рисуночной фрустрации Розенцвейга считается полупроективной методикой и включает в себя исследование вербальной продукции испытуемого на неоднозначные стимулы на карточках. Тест существует в версии для ребенка, подростка, и взрослого. Целью исследования считается оценка того, каким образом испытуемый отвечает на фрустрацию и фрустрирующие ситуации. Тест допускает, что то, каким образом респондент ответит на каждую фрустрирующую ситуацию, будет отражать то, как они будут реагировать в ситуации фрустрации. Достоинство данной методики состоит в том, что с помощью неё было обозначено три типа агрессии. Первое направление агрессии — вовне, направленное на окружающих людей и предметы. Второй тип агрессии — агрессия, направленная испытуемым на самого себя. Последний тип — агрессия, направленная вникуда, отрицающая наличие фрустратора.
С. Розенцвейг выделял три типа ситуаций-фрустраторов: лишение (privation), потеря (deprivation) и конфликт. Лишением Розенцвейг называл ситуацию отсутствия средств для достижения цели (может быть внешней по отношению к субъекту и внутренней). В качестве потери можно привести ситуацию потери близкого человека, или дорогого предмета, внутренней потерей можно назвать потерю силы или интеллекта. Ситуация конфликта может быть так же внешней и внутренней. Внешний конфликт связан, скорее, с другими людьми, в то время как внутренний конфликт коренится внутри субъекта.
Выносливость по отношению к фрустрирующим ситуациям называют фрустрационной толерантностью, она означает «отсутствие тяжелых переживаний и резких реакций, несмотря на наличие фрустраторов». Тест Розенцвейга направлен на исследование реакций на ситуацию фрустрации и способов выхода из этой ситуации. Стимульный материал содержит 24 рисунка, представляющих разные жизненные ситуации в форме «комикса» с пропущенным диалоговым окном, куда испытуемый должен вставить высказывание, которое бы он применил в данной ситуации. В тесте у персонажей удалены черты лица, чтобы способствовать проекции этих черт на материал у испытуемого.
Ответы в тесте Розенцвейга делятся на экстрапунитивные (внешнеобвиняющие), импунитивные (примирение) и интрапунитивные (обвиняющие себя). Экстрапунитивные реакции чаще всего сопровождаются гневом и возбуждением. Интрапунитивные реакции сопровождаются виной, угрызениями совести. Импунитивные ответы характеризуются желанием испытуемого отойти от конфликта.
Розенцвейг выделил три уровня защиты организма от ситуации фрустрации: клеточный, автономный и высший кортикальный. Клеточный уровень защиты, или иммунологический, заключается в биологической защите организма, выработке антител, фагоцитов, и т. д. Автономный уровень, или уровень немедленной необходимости, заключается в защите организма от внешней агрессивной среды. В биологическом плане это проявляется как изменения по типу стресса, а в психологическом плане выражается в виде ярости, страха, или страдания. Высший кортикальный уровень включает в себя собственно защиту «Я» от психологической агрессии и на этом уровне строится теория фрустрации Розенцвейга. Сам С. Розенцвейг говорил о том, что его теория покрывает все уровни защиты и что это разделение достаточно схематично. Эти уровни могут проникать друг в друга, образуя новые комплексы, как, например, страдание, беспокойство и страх можно отнести ко всем трем уровням, на самом деле это колебания между разными уровнями. Страдание относится к первому и второму уровню, страх — ко второму и третьему, а беспокойство — к третьему.

## Память
Тест Розенцвейга был упомянут в фильме Стэнли Кубрика «Заводной Апельсин».
Коллекция работ Саула Розенцвейга была сохранена в Архивах Истории Американской Психологии в Университете Акрона. Он Включает в себя работы с 1929 до 2003 года в пяти сериях:
1. Корреспонденция
2. Основа Идиодинамической теории личности и креативности в литературе
3. Психоархеология
4. Сексология
5. Перепечатки[6]

## Основные работы
- Rosenzweig S. The Picture-assotiation method and its application in a study of reactions to frustration of personality, 1945.
- Rosenzweig S. Psychodiagnostics, 1949.